# Kleinstbetrag
Kleinstbetrag oder Picopayment (auch Nanopayment) nennt man die Bezahlung sehr geringer Summen im Bereich weniger Cent oder Bruchteilen von Cents. Die obere Grenze zu sogenannten Micropayments ist fließend. Während Picopayments im traditionellen Handel praktisch nicht vorkommen, sind sie im Zusammenhang mit digitalen Gütern oder Dienstleistungen denkbar, etwa für die Inanspruchnahme einer spezialisierten Datenbank oder den Abruf einzelner Nachrichten. Bislang ist die praktische Bedeutung jedoch gering. Telefongebühren im Festnetz werden seit Jahren in der Regel als Cent-Bruchteile pro Gesprächsminute angegeben und berechnet.